# Emił Milew
Emił Milew (bg. Емил Милев; ur. 7 września 1985) – bułgarski zapaśnik walczący w stylu klasycznym. Zajął dziewiąte miejsce na mistrzostwach świata w 2009. Piąty w mistrzostwach Europy w 2007. Siódmy w Pucharze Świata w 2006 i piętnasty w 2011. Trzeci na ME juniorów w 2005 roku.